# Lee-Enfield Mark III
Pour les articles homonymes, voir Mark III.
Le fusil court à chargeur Lee-Enfield no 1 Mark III arma les troupes britanniques et du Commonwealth de 1904 au début des années 1960. Il tire son nom de celui de son inventeur Lee et du principal arsenal qui le fabriqua (la RSAF D Il remplaça totalement les fusils Lee-Metford) et côtoya son successeur officiel le Lee Enfield n°4 au cours de la Seconde Guerre mondiale.

## Production
Ce fusil à verrou rotatif, à fût et garde-main longs, à crosse semi-droite, doté d'un chargeur de 10 coups (alimenté par lames-chargeurs de 5 cartouches) en cartouches .303 British fut produit à plus de 6 millions d'exemplaires en Angleterre de 1907 jusqu'en 1943, en Australie jusqu'en 1955 (Manufacture d'armes légères de Lithgow) et en Inde jusque vers 1960 (Ishapore Rifles Factory). La visée s'effectue grâce à une hausse tangentielle à curseur et un guidon à lame protégé par des oreilles. Il fut simplifié en 1916 (Lee-Enfield Mk III*) et fut rebaptisé en 1926 N°1 Mk 3. Les Britanniques ont produit deux variantes mineures (Mk V  et Mk VI) préfigurant le no 4.

## Les versions indiennes modernisées: les fusils modèles 2A1 en7,62mmOTAN

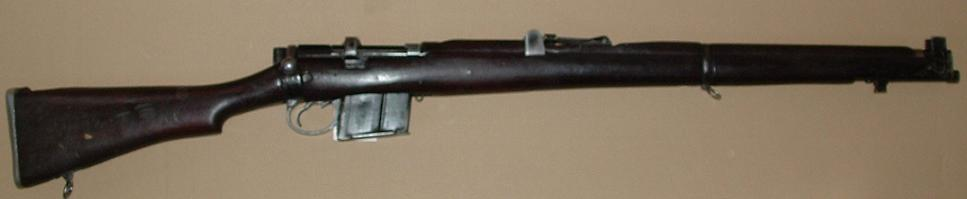
Ishapore 2A1.

De 1907  à 1965, les modèles indiens Mak 3 et Mark 3*  comportent des différences infimes. Ainsi après 1947, les tonnerres des fusils renommés Rifles .303 1A en  fournis aux forces armées indiennes  étaient frappés de l'Ashoka en lieu et place du monogramme royal britannique. Mais au début des années 1960, pour compléter la dotation de FN FAL, furent introduits les fusils et carabines modèles 2A1 en 7,62 mm OTAN.

## Diffusion
Entre 1902 et 2006, les fusils Lee-Enfield Mk III et Mk III* ont été réglementaires ou ont servi d'armes d'appoint aux forces armées, polices ou guérillas de nombreux pays.

### En Europe
| - Allemagne de l'Ouest (1955) - Belgique - Danemark - France (Résistance, unités des FFL sous les ordres du général de Gaulle et intégrées dans l'armée britannique, guerre d'Indochine) - Irlande - Italie - Luxembourg | - Norvège - Pays-Bas - Portugal - Royaume-Uni - Grèce (1952) - Pologne (Résistance et Forces polonaises libres entre 1939 et 1945) - Yougoslavie |

### En Afrique
| - Afrique du Sud - Algérie (ALN) - Botswana - Égypte - Gambie - Ghana - Kenya - Lesotho - Malawi | - Maurice - Nigeria - Ouganda - Rhodésie du Sud - Seychelles - Sierra Leone - Swaziland - Tanzanie - Zambie |

### En Amérique du Nord
- Canada

### En Asie et Océanie

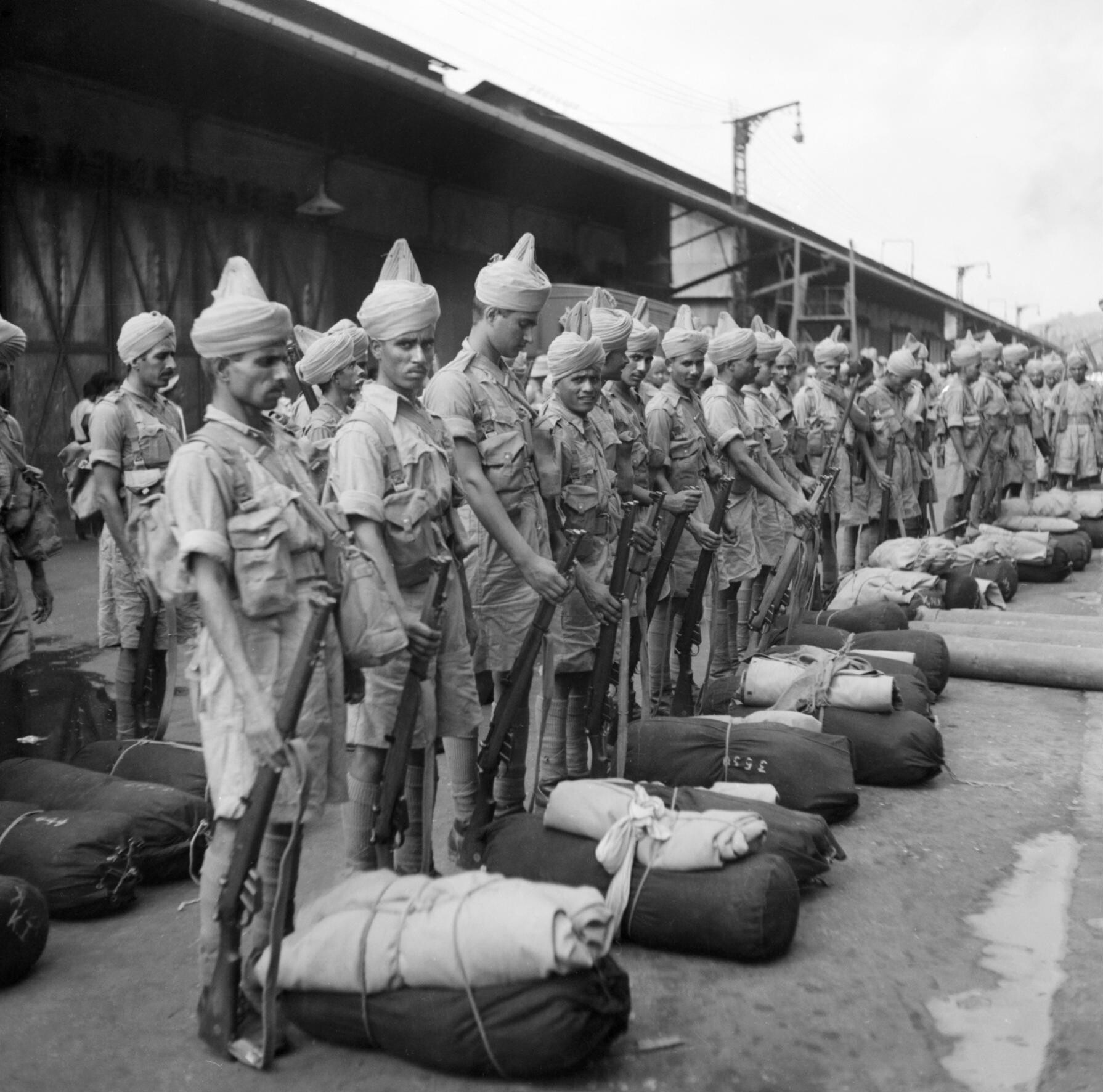
Troupes fraîches indiennes débarquant avec SMLE Mark III et bagages (Singapour, novembre 1941)

| - Afghanistan - Australie - Bangladesh - Brunei - Cambodge - République de Chine (avant 1949) - Hong Kong (Police royale et troupes coloniales) - Inde - Indonésie (armes prises aux Hollandais) - Nouvelle-Zélande | - Israël - Laos - Malaisie - Pakistan - Singapour - Sri Lanka |

## Les Lee-Enfield Mark III au combat
Adopté par l'armée britannique le 26 janvier 1907 et modifié sous la dénomination en Mk III* en janvier 1916, ce fusil prit ainsi part à de nombreuses guerres parmi lesquels les conflits suivants :
- Première Guerre mondiale
- Pâques sanglantes
- Guerre d'indépendance irlandaise
- Guerre civile irlandaise
- Seconde Guerre mondiale
- Guerres indo-pakistanaises
- Guerre civile grecque
- Guerre d'Indochine
- Guerre de Corée
- Première Guerre israélo-arabe
- Crise de Suez
- Guerre sino-indienne
- Guerre du Dhofar
- Guerre en Afghanistan (1979-1989)